# Vuelta a Asturias 2024
La 66.ª edición de la Vuelta a Asturias (nombre oficial: Vuelta Asturias Julio Álvarez Mendo) fue una carrera de ciclismo en ruta por etapas que se celebró entre el 26 y el 28 de abril de 2024 en España con inicio en Cangas del Narcea y final en la ciudad de Oviedo sobre un recorrido de 519,1 kilómetros.
La carrera formó parte del UCI Europe Tour 2024, calendario ciclístico de los Circuitos Continentales UCI, dentro de la categoría 2.1 y fue ganada por el mexicano Isaac Del Toro del UAE Emirates. Completaron el podio, como segundo y tercer clasificado respectivamente, el polaco Rafał Majka del UAE Emirates y el uruguayo Eric Fagúndez del Burgos-BH.
El asturiano Eduardo Pérez-Landaluce fue uno de los corredores más destacados, siendo protagonista en dos de las tres etapas de esta edición de la Vuelta, ganando el maillot de las metas volantes.

## Equipos participantes
Tomaron parte en la carrera 16 equipos: 2 de categoría UCI WorldTeam invitado por la organización, 6 de categoría UCI ProTeam y 8 de categoría Continental. Formaron así un pelotón de 105 ciclistas de los que acabaron 84. Los equipos participantes fueron:
| WorldTeams (2)- Movistar Team - UAE Team Emirates ProTeams (6)- Burgos-BH - Caja Rural-Seguros RGA - Equipo Kern Pharma - Euskaltel-Euskadi - Polti Kometa - TotalEnergies Equipos continentales (8)- ABTF Betão-Feirense - Petrolike - Global 6 United - Illes Balears Arabay Cycling - MENtoRISE MLMsuperstars - Sabgal / Anicolor - Sidi Ali-Unlock Team - Victoria Sports Pro Cycling Team |
| |

## Recorrido
La Vuelta a Asturias dispuso de tres etapas para un recorrido total de 519,1 kilómetros, donde emerge como un reto de gran dificultad por su variado trazado.
| Etapa     | Fecha     | Recorrido                        | type             | Distancia (km) | Desnivel (m) | Ganador           | Líder          |
| --------- | --------- | -------------------------------- | ---------------- | -------------- | ------------ | ----------------- | -------------- |
| 1.ª etapa | 26 de abr | Cangas del Narcea – Pola de Lena | etapa de montaña | 179,1          | 3949 m       | Isaac Del Toro    | Isaac Del Toro |
| 2.ª etapa | 27 de abr | Ribera de Arriba – Ribadesella   | etapa escarpada  | 200            | 2703 m       | António Morgado   | Isaac Del Toro |
| 3.ª etapa | 28 de abr | Benia de Onís – Oviedo           | etapa escarpada  | 140            | 1702 m       | Finn Fisher-Black | Isaac Del Toro |

## Desarrollo de la carrera

### 1.ª etapa
| Cangas del Narcea - Pola de Lena | etapa de montaña | (179,1 km) |

| \| Clasificación de la etapa \| Clasificación de la etapa \| Clasificación de la etapa \| Clasificación de la etapa \| Clasificación de la etapa \| \| Ciclista \| Ciclista \| Equipo \| Tiempo \| \| \| ------------------------- \| ------------------------- \| ---------------------------- \| ------------------------- \| ------------------------- \| \| 1.º \| Isaac Del Toro \| UAE Team Emirates \| 4 h 46 min 14 s \| \| \| 2.º \| Rafał Majka \| UAE Team Emirates \| + 1 min 01 s \| \| \| 3.º \| Eric Fagúndez \| Burgos-BH \| + 1 min 04 s \| \| \| 4.º \| Afonso Eulálio \| ABTF Betão-Feirense \| + 1 min 04 s \| \| \| 5.º \| José Manuel Díaz Gallego \| Burgos-BH \| + 1 min 15 s \| \| \| 6.º \| Fernando Barceló \| Caja Rural-Seguros RGA \| + 1 min 40 s \| \| \| 7.º \| Jorge Gutiérrez González \| Equipo Kern Pharma \| + 1 min 54 s \| \| \| 8.º \| Alex Molenaar \| Illes Balears Arabay Cycling \| + 2 min 00 s \| \| \| 9.º \| Luis Ángel Maté \| Euskaltel-Euskadi \| + 2 min 00 s \| \| \| 10.º \| Igor Arrieta \| UAE Team Emirates \| + 2 min 00 s \| \| |                          |                              |                 |
| |                          |                              |                 |
| Fuente: ProCyclingStats |                          |                              |                 |
| Clasificación de la etapa |                          |                              |                 |
| Ciclista | Ciclista                 | Equipo                       | Tiempo          |
| 1.º | Isaac Del Toro           | UAE Team Emirates            | 4 h 46 min 14 s |
| 2.º | Rafał Majka              | UAE Team Emirates            | + 1 min 01 s    |
| 3.º | Eric Fagúndez            | Burgos-BH                    | + 1 min 04 s    |
| 4.º | Afonso Eulálio           | ABTF Betão-Feirense          | + 1 min 04 s    |
| 5.º | José Manuel Díaz Gallego | Burgos-BH                    | + 1 min 15 s    |
| 6.º | Fernando Barceló         | Caja Rural-Seguros RGA       | + 1 min 40 s    |
| 7.º | Jorge Gutiérrez González | Equipo Kern Pharma           | + 1 min 54 s    |
| 8.º | Alex Molenaar            | Illes Balears Arabay Cycling | + 2 min 00 s    |
| 9.º | Luis Ángel Maté          | Euskaltel-Euskadi            | + 2 min 00 s    |
| 10.º | Igor Arrieta             | UAE Team Emirates            | + 2 min 00 s    |

| \| Clasificación general \| Clasificación general \| Clasificación general \| Clasificación general \| Clasificación general \| \| Ciclista \| Ciclista \| Equipo \| Tiempo \| \| \| --------------------- \| ------------------------ \| ---------------------------- \| --------------------- \| --------------------- \| \| 1.º \| Isaac Del Toro \| UAE Team Emirates \| 4 h 46 min 04 s \| \| \| 2.º \| Rafał Majka \| UAE Team Emirates \| + 1 min 05 s \| \| \| 3.º \| Eric Fagúndez \| Burgos-BH \| + 1 min 10 s \| \| \| 4.º \| Afonso Eulálio \| ABTF Betão-Feirense \| + 1 min 14 s \| \| \| 5.º \| José Manuel Díaz Gallego \| Burgos-BH \| + 1 min 23 s \| \| \| 6.º \| Fernando Barceló \| Caja Rural-Seguros RGA \| + 1 min 50 s \| \| \| 7.º \| Jorge Gutiérrez González \| Equipo Kern Pharma \| + 2 min 04 s \| \| \| 8.º \| Alex Molenaar \| Illes Balears Arabay Cycling \| + 2 min 10 s \| \| \| 9.º \| Luis Ángel Maté \| Euskaltel-Euskadi \| + 2 min 10 s \| \| \| 10.º \| Igor Arrieta \| UAE Team Emirates \| + 2 min 10 s \| \| |                          |                              |                 |
| |                          |                              |                 |
| Fuente: ProCyclingStats |                          |                              |                 |
| Clasificación general |                          |                              |                 |
| Ciclista | Ciclista                 | Equipo                       | Tiempo          |
| 1.º | Isaac Del Toro           | UAE Team Emirates            | 4 h 46 min 04 s |
| 2.º | Rafał Majka              | UAE Team Emirates            | + 1 min 05 s    |
| 3.º | Eric Fagúndez            | Burgos-BH                    | + 1 min 10 s    |
| 4.º | Afonso Eulálio           | ABTF Betão-Feirense          | + 1 min 14 s    |
| 5.º | José Manuel Díaz Gallego | Burgos-BH                    | + 1 min 23 s    |
| 6.º | Fernando Barceló         | Caja Rural-Seguros RGA       | + 1 min 50 s    |
| 7.º | Jorge Gutiérrez González | Equipo Kern Pharma           | + 2 min 04 s    |
| 8.º | Alex Molenaar            | Illes Balears Arabay Cycling | + 2 min 10 s    |
| 9.º | Luis Ángel Maté          | Euskaltel-Euskadi            | + 2 min 10 s    |
| 10.º | Igor Arrieta             | UAE Team Emirates            | + 2 min 10 s    |

### 2.ª etapa
| Ribera de Arriba - Ribadesella | etapa escarpada | (200 km) |

| \| Clasificación de la etapa \| Clasificación de la etapa \| Clasificación de la etapa \| Clasificación de la etapa \| Clasificación de la etapa \| \| Ciclista \| Ciclista \| Equipo \| Tiempo \| \| \| ------------------------- \| ------------------------- \| ---------------------------- \| ------------------------- \| ------------------------- \| \| 1.º \| António Morgado \| UAE Team Emirates \| 4 h 50 min 18 s \| \| \| 2.º \| Albert Torres Barceló \| Movistar Team \| + 0 s \| \| \| 3.º \| Isaac Del Toro \| UAE Team Emirates \| + 0 s \| \| \| 4.º \| Gonzalo Serrano Rodríguez \| Movistar Team \| + 0 s \| \| \| 5.º \| Jhonatan Restrepo \| Team Polti Kometa \| + 0 s \| \| \| 6.º \| Alex Molenaar \| Illes Balears Arabay Cycling \| + 0 s \| \| \| 7.º \| Javier Serrano \| Team Polti Kometa \| + 0 s \| \| \| 8.º \| Fernando Barceló \| Caja Rural-Seguros RGA \| + 0 s \| \| \| 9.º \| Xabier Berasategi \| Euskaltel-Euskadi \| + 0 s \| \| \| 10.º \| Joan Bou \| Euskaltel-Euskadi \| + 0 s \| \| |                           |                              |                 |
| |                           |                              |                 |
| Fuente: ProCyclingStats |                           |                              |                 |
| Clasificación de la etapa |                           |                              |                 |
| Ciclista | Ciclista                  | Equipo                       | Tiempo          |
| 1.º | António Morgado           | UAE Team Emirates            | 4 h 50 min 18 s |
| 2.º | Albert Torres Barceló     | Movistar Team                | + 0 s           |
| 3.º | Isaac Del Toro            | UAE Team Emirates            | + 0 s           |
| 4.º | Gonzalo Serrano Rodríguez | Movistar Team                | + 0 s           |
| 5.º | Jhonatan Restrepo         | Team Polti Kometa            | + 0 s           |
| 6.º | Alex Molenaar             | Illes Balears Arabay Cycling | + 0 s           |
| 7.º | Javier Serrano            | Team Polti Kometa            | + 0 s           |
| 8.º | Fernando Barceló          | Caja Rural-Seguros RGA       | + 0 s           |
| 9.º | Xabier Berasategi         | Euskaltel-Euskadi            | + 0 s           |
| 10.º | Joan Bou                  | Euskaltel-Euskadi            | + 0 s           |

| \| Clasificación general \| Clasificación general \| Clasificación general \| Clasificación general \| Clasificación general \| \| Ciclista \| Ciclista \| Equipo \| Tiempo \| \| \| --------------------- \| ------------------------ \| ---------------------------- \| --------------------- \| --------------------- \| \| 1.º \| Isaac Del Toro \| UAE Team Emirates \| 9 h 36 min 18 s \| \| \| 2.º \| Rafał Majka \| UAE Team Emirates \| + 1 min 09 s \| \| \| 3.º \| José Manuel Díaz Gallego \| Burgos-BH \| + 1 min 16 s \| \| \| 4.º \| Afonso Eulálio \| ABTF Betão-Feirense \| + 1 min 18 s \| \| \| 5.º \| Fernando Barceló \| Caja Rural-Seguros RGA \| + 1 min 54 s \| \| \| 6.º \| Jorge Gutiérrez González \| Equipo Kern Pharma \| + 2 min 08 s \| \| \| 7.º \| Alex Molenaar \| Illes Balears Arabay Cycling \| + 3 min 34 s \| \| \| 8.º \| Jordi López \| Equipo Kern Pharma \| + 3 min 34 s \| \| \| 9.º \| Luis Ángel Maté \| Euskaltel-Euskadi \| + 2 min 14 s \| \| \| 10.º \| Sergio Geovani Chumil \| Burgos-BH \| + 2 min 14 s \| \| |                          |                              |                 |
| |                          |                              |                 |
| Fuente: ProCyclingStats |                          |                              |                 |
| Clasificación general |                          |                              |                 |
| Ciclista | Ciclista                 | Equipo                       | Tiempo          |
| 1.º | Isaac Del Toro           | UAE Team Emirates            | 9 h 36 min 18 s |
| 2.º | Rafał Majka              | UAE Team Emirates            | + 1 min 09 s    |
| 3.º | José Manuel Díaz Gallego | Burgos-BH                    | + 1 min 16 s    |
| 4.º | Afonso Eulálio           | ABTF Betão-Feirense          | + 1 min 18 s    |
| 5.º | Fernando Barceló         | Caja Rural-Seguros RGA       | + 1 min 54 s    |
| 6.º | Jorge Gutiérrez González | Equipo Kern Pharma           | + 2 min 08 s    |
| 7.º | Alex Molenaar            | Illes Balears Arabay Cycling | + 3 min 34 s    |
| 8.º | Jordi López              | Equipo Kern Pharma           | + 3 min 34 s    |
| 9.º | Luis Ángel Maté          | Euskaltel-Euskadi            | + 2 min 14 s    |
| 10.º | Sergio Geovani Chumil    | Burgos-BH                    | + 2 min 14 s    |

### 3.ª etapa
| Benia de Onís - Oviedo | etapa escarpada | (140 km) |

| \| Clasificación de la etapa \| Clasificación de la etapa \| Clasificación de la etapa \| Clasificación de la etapa \| Clasificación de la etapa \| \| Ciclista \| Ciclista \| Equipo \| Tiempo \| \| \| ------------------------- \| ------------------------- \| ---------------------------- \| ------------------------- \| ------------------------- \| \| 1.º \| Finn Fisher-Black \| UAE Team Emirates \| 3 h 22 min 52 s \| \| \| 2.º \| Isaac Del Toro \| UAE Team Emirates \| + 0 s \| \| \| 3.º \| Jordan Jegat \| TotalEnergies \| + 0 s \| \| \| 4.º \| Fernando Barceló \| Caja Rural-Seguros RGA \| + 0 s \| \| \| 5.º \| Pelayo Sánchez \| Movistar Team \| + 0 s \| \| \| 6.º \| Eric Fagúndez \| Burgos-BH \| + 0 s \| \| \| 7.º \| Alex Molenaar \| Illes Balears Arabay Cycling \| + 0 s \| \| \| 8.º \| Rafał Majka \| UAE Team Emirates \| + 0 s \| \| \| 9.º \| Samuel Fernández \| Caja Rural-Seguros RGA \| + 0 s \| \| \| 10.º \| José Félix Parra \| Equipo Kern Pharma \| + 0 s \| \| |                   |                              |                 |
| |                   |                              |                 |
| Fuente: ProCyclingStats |                   |                              |                 |
| Clasificación de la etapa |                   |                              |                 |
| Ciclista | Ciclista          | Equipo                       | Tiempo          |
| 1.º | Finn Fisher-Black | UAE Team Emirates            | 3 h 22 min 52 s |
| 2.º | Isaac Del Toro    | UAE Team Emirates            | + 0 s           |
| 3.º | Jordan Jegat      | TotalEnergies                | + 0 s           |
| 4.º | Fernando Barceló  | Caja Rural-Seguros RGA       | + 0 s           |
| 5.º | Pelayo Sánchez    | Movistar Team                | + 0 s           |
| 6.º | Eric Fagúndez     | Burgos-BH                    | + 0 s           |
| 7.º | Alex Molenaar     | Illes Balears Arabay Cycling | + 0 s           |
| 8.º | Rafał Majka       | UAE Team Emirates            | + 0 s           |
| 9.º | Samuel Fernández  | Caja Rural-Seguros RGA       | + 0 s           |
| 10.º | José Félix Parra  | Equipo Kern Pharma           | + 0 s           |

## Clasificaciones finales
- Las clasificaciones finalizaron de la siguiente forma:[4]

### Clasificación general
| \| Clasificación general \| Clasificación general \| Clasificación general \| Clasificación general \| Clasificación general \| \| Ciclista \| Ciclista \| Equipo \| Tiempo \| \| \| --------------------- \| ------------------------ \| ---------------------------- \| --------------------- \| --------------------- \| \| 1.º \| Isaac Del Toro \| UAE Team Emirates \| 12 h 59 min 04 s \| \| \| 2.º \| Rafał Majka \| UAE Team Emirates \| + 1 min 15 s \| \| \| 3.º \| Eric Fagúndez \| Burgos-BH \| + 1 min 20 s \| \| \| 4.º \| José Manuel Díaz Gallego \| Burgos-BH \| + 1 min 22 s \| \| \| 5.º \| Afonso Eulálio \| ABTF Betão-Feirense \| + 1 min 48 s \| \| \| 6.º \| Fernando Barceló \| Caja Rural-Seguros RGA \| + 2 min 00 s \| \| \| 7.º \| Alex Molenaar \| Illes Balears Arabay Cycling \| + 2 min 20 s \| \| \| 8.º \| Pelayo Sánchez \| Movistar Team \| + 2 min 20 s \| \| \| 9.º \| Igor Arrieta \| UAE Team Emirates \| + 2 min 20 s \| \| \| 10.º \| Diego Camargo \| Petrolike \| + 2 min 32 s \| \| |                          |                              |                  |
| |                          |                              |                  |
| Fuente: ProCyclingStats |                          |                              |                  |
| Clasificación general |                          |                              |                  |
| Ciclista | Ciclista                 | Equipo                       | Tiempo           |
| 1.º | Isaac Del Toro           | UAE Team Emirates            | 12 h 59 min 04 s |
| 2.º | Rafał Majka              | UAE Team Emirates            | + 1 min 15 s     |
| 3.º | Eric Fagúndez            | Burgos-BH                    | + 1 min 20 s     |
| 4.º | José Manuel Díaz Gallego | Burgos-BH                    | + 1 min 22 s     |
| 5.º | Afonso Eulálio           | ABTF Betão-Feirense          | + 1 min 48 s     |
| 6.º | Fernando Barceló         | Caja Rural-Seguros RGA       | + 2 min 00 s     |
| 7.º | Alex Molenaar            | Illes Balears Arabay Cycling | + 2 min 20 s     |
| 8.º | Pelayo Sánchez           | Movistar Team                | + 2 min 20 s     |
| 9.º | Igor Arrieta             | UAE Team Emirates            | + 2 min 20 s     |
| 10.º | Diego Camargo            | Petrolike                    | + 2 min 32 s     |

### Clasificación por puntos
| Clasificación por puntos | Clasificación por puntos | Clasificación por puntos     | Clasificación por puntos | Clasificación por puntos |
| Ciclista                 | Ciclista                 | Equipo                       | Puntos                   |                          |
| ------------------------ | ------------------------ | ---------------------------- | ------------------------ | ------------------------ |
| 1.º                      | Isaac Del Toro           | UAE Team Emirates            | 61 pts                   |                          |
| 2.º                      | Fernando Barceló         | Caja Rural-Seguros RGA       | 32 pts                   |                          |
| 3.º                      | Eric Fagúndez            | Burgos-BH                    | 30 pts                   |                          |
| 4.º                      | Rafał Majka              | UAE Team Emirates            | 28 pts                   |                          |
| 5.º                      | Alex Molenaar            | Illes Balears Arabay Cycling | 27 pts                   |                          |
| 6.º                      | António Morgado          | UAE Team Emirates            | 25 pts                   |                          |
| 7.º                      | Finn Fisher-Black        | UAE Team Emirates            | 25 pts                   |                          |
| 8.º                      | Albert Torres Barceló    | Movistar Team                | 20 pts                   |                          |
| 9.º                      | Pelayo Sánchez           | Movistar Team                | 17 pts                   |                          |
| 10.º                     | Jordan Jegat             | TotalEnergies                | 16 pts                   |                          |

### Clasificación de la montaña
| Clasificación de la montaña | Clasificación de la montaña | Clasificación de la montaña  | Clasificación de la montaña | Clasificación de la montaña |
| Ciclista                    | Ciclista                    | Equipo                       | Puntos                      |                             |
| --------------------------- | --------------------------- | ---------------------------- | --------------------------- | --------------------------- |
| 1.º                         | Ibon Ruiz                   | Equipo Kern Pharma           | 33 pts                      |                             |
| 2.º                         | Isaac Del Toro              | UAE Team Emirates            | 14 pts                      |                             |
| 3.º                         | Paul Ourselin               | TotalEnergies                | 10 pts                      |                             |
| 4.º                         | José Manuel Díaz Gallego    | Burgos-BH                    | 8 pts                       |                             |
| 5.º                         | Rafał Majka                 | UAE Team Emirates            | 7 pts                       |                             |
| 6.º                         | Francisco Muñoz             | Team Polti Kometa            | 7 pts                       |                             |
| 7.º                         | Jordan Jegat                | TotalEnergies                | 6 pts                       |                             |
| 8.º                         | Eric Fagúndez               | Burgos-BH                    | 6 pts                       |                             |
| 9.º                         | Asier Pablo González        | Illes Balears Arabay Cycling | 6 pts                       |                             |
| 10.º                        | Jorge Gutiérrez González    | Equipo Kern Pharma           | 5 pts                       |                             |

### Clasificación de los jóvenes
| Clasificación del mejor joven | Clasificación del mejor joven | Clasificación del mejor joven | Clasificación del mejor joven | Clasificación del mejor joven |
| Ciclista                      | Ciclista                      | Equipo                        | Tiempo                        |                               |
| ----------------------------- | ----------------------------- | ----------------------------- | ----------------------------- | ----------------------------- |
| 1.º                           | Isaac Del Toro                | UAE Team Emirates             | 12 h 59 min 04 s              |                               |
| 2.º                           | Afonso Eulálio                | ABTF Betão-Feirense           | + 1 min 48 s                  |                               |
| 3.º                           | Pelayo Sánchez                | Movistar Team                 | + 2 min 20 s                  |                               |
| 4.º                           | Igor Arrieta                  | UAE Team Emirates             | + 2 min 20 s                  |                               |
| 5.º                           | Jorge Gutiérrez González      | Equipo Kern Pharma            | + 2 min 38 s                  |                               |
| 6.º                           | Sergio Geovani Chumil         | Burgos-BH                     | + 4 min 27 s                  |                               |
| 7.º                           | Xabier Berasategi             | Euskaltel-Euskadi             | + 4 min 55 s                  |                               |
| 8.º                           | António Morgado               | UAE Team Emirates             | + 5 min 38 s                  |                               |
| 9.º                           | Álex Martín                   | Team Polti Kometa             | + 8 min 08 s                  |                               |
| 10.º                          | Jaume Guardeño                | Caja Rural-Seguros RGA        | + 9 min 57 s                  |                               |

### Clasificación por equipos
| Clasificación por equipos | Clasificación por equipos    | Clasificación por equipos | Clasificación por equipos |
| Equipo                    | Equipo                       | Tiempo                    |                           |
| ------------------------- | ---------------------------- | ------------------------- | ------------------------- |
| 1.º                       | UAE Team Emirates            | 39 h 01 min 13 s          |                           |
| 2.º                       | Burgos-BH                    | + 1 min 55 s              |                           |
| 3.º                       | Equipo Kern Pharma           | + 3 min 55 s              |                           |
| 4.º                       | Movistar Team                | + 5 min 21 s              |                           |
| 5.º                       | Euskaltel-Euskadi            | + 5 min 48 s              |                           |
| 6.º                       | Petrolike                    | + 16 min 09 s             |                           |
| 7.º                       | TotalEnergies                | + 22 min 05 s             |                           |
| 8.º                       | Illes Balears Arabay Cycling | + 22 min 18 s             |                           |
| 9.º                       | Caja Rural-Seguros RGA       | + 23 min 19 s             |                           |
| 10.º                      | Sabgal / Anicolor            | + 35 min 58 s             |                           |

## Evolución de las clasificaciones
| Etapa                   |                         | Ganador _         | Clasificación general | Puntos         | Montaña   | Jóvenes _      | Equipo _          |
| ----------------------- | ----------------------- | ----------------- | --------------------- | -------------- | --------- | -------------- | ----------------- |
| 1.ª etapa               | etapa de montaña        | Isaac Del Toro    | Isaac Del Toro        | Isaac Del Toro | Ibon Ruiz | Isaac Del Toro | UAE Team Emirates |
| 2.ª etapa               | etapa escarpada         | António Morgado   | Isaac Del Toro        | Isaac Del Toro | Ibon Ruiz | Isaac Del Toro | UAE Team Emirates |
| 3.ª etapa               | etapa escarpada         | Finn Fisher-Black | Isaac Del Toro        | Isaac Del Toro | Ibon Ruiz | Isaac Del Toro | UAE Team Emirates |
| Clasificaciones finales | Clasificaciones finales |                   | Isaac Del Toro        | Isaac Del Toro | Ibon Ruiz | Isaac Del Toro | UAE Team Emirates |

## Ciclistas participantes y posiciones finales
Convenciones:
- AB-N: Abandono en la etapa "N"
- FLT-N: Retiro por llegada fuera del límite de tiempo en la etapa "N"
- NTS-N: No tomó la salida para la etapa "N"
- DES-N: Descalificado o expulsado en la etapa "N"

## UCI World Ranking
La Vuelta a Asturias otorgó puntos para el UCI World Ranking para corredores de los equipos en las categorías UCI WorldTeam, UCI ProTeam y Continental. Las siguientes tablas son el baremo de puntuación y los diez corredores que obtuvieron más puntos:
| Posición              | 1.º | 2.º | 3.º | 4.º | 5.º | 6.º | 7.º | 8.º | 9.º | 10.º | 11.º | 12.º | 13.º-15.º | 16.º-25.º |
| Clasificación general | 125 | 85  | 70  | 60  | 50  | 40  | 35  | 30  | 25  | 20   | 15   | 10   | 5         | 3         |
| Por etapa             | 14  | 5   | 3   |     |     |     |     |     |     |      |      |      |           |           |
| Líder                 | 3   |     |     |     |     |     |     |     |     |      |      |      |           |           |

| Clasificación |                          |                        |         |       |       |       |
| Posición      | Ciclista                 | Equipo                 | General | Etapa | Líder | Total |
| ------------- | ------------------------ | ---------------------- | ------- | ----- | ----- | ----- |
| 1.º           | Isaac Del Toro           | UAE Emirates           | 125     | 22    | 6     | 153   |
| 2.º           | Rafał Majka              | UAE Emirates           | 85      | 5     | -     | 90    |
| 3.º           | Eric Fagúndez            | Burgos-BH              | 70      | 3     | -     | 73    |
| 4.º           | José Manuel Díaz Gallego | Burgos-BH              | 60      | -     | -     | 60    |
| 5.º           | Afonso Eulálio           | ABTF Betão-Feirense    | 50      | -     | -     | 50    |
| 6.º           | Fernando Barceló         | Caja Rural-Seguros RGA | 40      | -     | -     | 40    |
| 7.º           | Alex Molenaar            | Illes Balears Arabay   | 35      | -     | -     | 35    |
| 8.º           | Pelayo Sánchez           | Movistar               | 30      | -     | -     | 30    |
| 9.º           | Igor Arrieta             | UAE Emirates           | 25      | -     | -     | 25    |
| 10.º          | Diego Camargo            | Petrolike              | 20      | -     | -     | 20    |